# Гордон, Чарльз, 11-й маркиз Хантли
Чарльз Гордон, 11-й маркиз Хантли (англ. Charles Gordon, 11th Marquess of Huntly; 5 марта 1847 — 20 февраля 1937) — шотландский аристократ и либеральный политик, именовавшийся лордом Стратэйвоном с 1847 до 1853 год и графом Эбойном с 1853 по 1863 год. Член правительства Уильяма Юарта Гладстона в качестве капитана Почетного корпуса вооруженных джентльменов с января по июнь 1881 года.

## История и образование
Родился 5 марта 1847 года. Старший сын Чарльза Гордона, 10-го маркиза Хантли (1792—1863), от его второй жены Марии Антуанетты Пегус (1822—1893), дочери преподобного Питера Уильяма Пегуса и Шарлотты Сюзанны Элизабет Лейард. Он получил образование в Итонском колледже и Тринити-колледже в Кембридже.
18 сентября 1863 года после смерти своего отца Чарльз Гордон унаследовал титул 11-го маркиза Хантли в возрасте шестнадцати лет.

## Политическая карьера
В 1870 году маркиз Хантли был назначен на должность лорда-в-ожидании (правительственный кнут в Палате лордов) в первом либеральном правительстве Уильяма Юарта Гладстона. Эту должность он занимал до 1873 года. С января по июнь 1881 году он занимал должность капитана Корпуса офицеров почётного эскорта (правительство главный кнут в Палате лордов) во втором либеральном правительстве Гладстона . В 1881 году он был приведен к присяге в Тайный совет Великобритании.
Помимо своей политической карьеры, лорд Хантли был лордом-ректором Абердинского университета с 1890 по 1896 год. Он также опубликовал Старые знакомства и Вехи и отредактировал Заметки Эбойна.

## Семья
Лорд Хантли был дважды женат. 14 июля 1869 года он женился первым браком на Эми Брукс (? — 13 мая 1920), дочери сэра Уильяма Канлиффа Брукса, 1-го баронета. После ее смерти в 1920 году он женился во второй раз на Шарлотте Джейн Изабелле Фаллон (? — 17 мая 1939), дочери Джона Фаллона и вдове Джеймса Макдональда, 26 июня 1922 года. Оба брака были бездетными.
Маркиз Хантли умер в феврале 1937 года в возрасте 89 лет, и ему наследовал титул маркиза его внучатый племянник Дуглас Гордон (1908—1987). Маркиза Хантли умерла в мае 1939 года.

## Титулатура
- 11-й маркиз Хантли с 18 сентября 1863 (Пэрство Шотландии)
- 16-й граф Хантли с 18 сентября 1863 (Пэрство Шотландии)
- 11-й граф Энзи с 18 сентября 1863 (Пэрство Шотландии)
- 11-й лорд Гордон из Баденоха с 18 сентября 1863 (Пэрство Шотландии)
- 7-й граф Эбойн с 18 сентября 1863 (Пэрство Шотландии)
- 7-й лорд Гордон Гордона из Стратэйвона и Гленливета с 18 сентября 1863 (Пэрство Шотландии)
- 3-й барон Мелдрум из Морвена с 18 сентября 1863 (Пэрство Соединённого королевства).